# Prix des Géants
Le Prix des Géants (en néerlandais Prijs der Giganten) est une course hippique de trotteurs qui se dispute sur l'hippodrome de Wolvega, aux Pays-Bas, au mois d'octobre ou novembre. 
C'est une course qui compta longtemps parmi les rendez-vous les plus importants du calendrier hippique européen avant de voir son prestige décliner dans les années 2000. Classée groupe 1 jusqu'en 2006, et incluse dans le programme du Grand Circuit européen, elle en est retirée l'année suivante et rétrogradée au rang de course de groupe 2. C'est une épreuve pour 4 ans et plus, qui se disputa sur le mile jusqu'en 2004, sur 2 100 mètres depuis, départ à l'autostart. L'allocation s'élève à 66 000 €. Le Prix des Géants fut notamment le cadre des adieux (victorieux) à la compétition du crack Bellino II en 1977.
La course est créée en 1971 sur la piste rénovée d'Hilversum. À la suite de la fermeture de l'hippodrome, l'épreuve est transférée sur l'hippodrome de Wolvega, en 1998.

## Palmarès depuis 1971
| Année                          | Vainqueur              | Pays                 | Père                 | Driver                | Deuxième             | Troisième            | Distance             | Réd.km               |
| ------------------------------ | ---------------------- | -------------------- | -------------------- | --------------------- | -------------------- | -------------------- | -------------------- | -------------------- |
| 2024                           | Hohneck                | France               | Royal Dream          | Gabriele Gelormini    | Global Dubhe         | Hadès de Vandel      | 2 100 m              | 1'11"3               |
| 2023                           | Zeudi AMG              | Italie               | Ideale Luis          | Rick Ebbinge          | Idéal du Rocher      | Cash du Rib          | 2 100 m              | 1'11"5               |
| 2022                           | Zaccaria Bar           | Italie               | Ready Cash           | Alessandro Gocciadoro | Floris Baldwin       | Hadès de Vandel      | 2 100 m              | 1'12"3               |
| 2021                           | Mister F Daag          | Pays-Bas             | Conway Hall          | Robin Bakker          | Vernissage Grif      | Zarenne Fas          | 2 100 m              | 1'11"5               |
| 2020                           | Épreuve non disputée   | Épreuve non disputée | Épreuve non disputée | Épreuve non disputée  | Épreuve non disputée | Épreuve non disputée | Épreuve non disputée | Épreuve non disputée |
| 2019                           | Blé du Gers            | France               | Quinoa du Gers       | Jos Verbeeck          | Tsunami Diamant      | Norton Commander     | 2 100 m              | 1'12"4               |
| 2018                           | Antonio Tabac          | Suède                | Crazed               | Oskar Kylin-Blom      | Panoramic            | Up and Quick         | 2 100 m              | 1'12"7               |
| 2017                           | B.B.S. Sugarlight      | Norvège              | Super Light          | Vidar Hop             | Anna Mix             | Totem d'Azur         | 2 100 m              | 1'12"4               |
| 2016                           | B.B.S. Sugarlight      | Norvège              | Super Light          | Vidar Hop             | Diamond              | Rocky Winner         | 2 100 m              | 1'13"4               |
| 2015                           | Voltigeur de Myrt      | France               | Opus Viervil         | Gabriele Gelormini    | Robert Bi            | Zorro Photo          | 2 100 m              | 1'12"8               |
| 2014                           | Noras Bean (sv)        | Suède                | Super Arnie          | Stefan Söderkvist     | Solea Rivellière     | Aisle Stand          | 2 100 m              | 1'12"8               |
| 2013                           | Your Love Lois         | Pays-Bas             | Love You             | Rick Ebbinge          | Aisle Stand          | Zorba Oldeson        | 2 100 m              | 1'13"3               |
| 2012                           | Robert Keeper          | France               | Quadrophenio         | Michael Schmid        | Lotar Bi             | Zorba Oldeson        | 2 100 m              | 1'13"5               |
| 2011                           | Norginio               | Belgique             | Capriccio            | Nico d'Haenens        | Zorba Oldeson        | Nuit Torride         | 2 100 m              | 1'15"                |
| 2010                           | Norginio               | Belgique             | Capriccio            | Nico d'Haenens        | Hollys Boy           | Sweet Case           | 2 100 m              | 1'14"                |
| 2009                           | Russel November        | Allemagne            | General November     | Hugo Langeweg         | Golddigger           | Kebby du Bocage      | 2 100 m              | 1'12"8               |
| 2008                           | Copper Beech           | Allemagne            | Como                 | Conrad Lugauer        | Norginio             | French Design        | 2 100 m              | 1'14"4               |
| 2007                           | Norginio               | Belgique             | Capriccio            | Jos Verbeeck          | Keep On Flying       | Kings Sugarboy       | 2 100 m              | 1'14"8               |
| Éditions labellisées Groupes I |                        |                      |                      |                       |                      |                      |                      |                      |
| 2006                           | L'Amiral Mauzun        | France               | Bon Conseil          | Jean-Michel Bazire    | Norginio             | Passing Renka        | 2 100 m              | 1'15"                |
| 2005                           | Malabar Circle Ås (sv) | Suède                | Malabar Man          | Torbjörn Jansson      | Ambassador As        | Jasoda               | 2 100 m              | 1'13"6               |
| 2004                           | Kleyton                | France               | Workaholic           | Dominik Locqueneux    | Rise and Shine       | N.G.Pride            | 1 609 m              | 1'14"8               |
| 2003                           | Couch Doctor           | États-Unis           | Armbro Goal          | Anders Lindqvist      | Self Timer           | Kleyton              | 1 609 m              | 1'13"5               |
| 2002                           | Jam Pridem             | France               | Coktail Jet          | Jean-Étienne Dubois   | Freiherr As          | Intact Hornline      | 1 609 m              | 1'13"3               |
| 2001                           | Épreuve non disputée   | Épreuve non disputée | Épreuve non disputée | Épreuve non disputée  | Épreuve non disputée | Épreuve non disputée | Épreuve non disputée | Épreuve non disputée |
| 2000                           | Remington Crown (sv)   | Suède                | Lord of All          | Jos Verbeeck          | Paul Trot            | Diamond Circle       | 1 609 m              | 1'13"2               |
| 1999                           | Frisky Frazer          | États-Unis           | Baltic Speed         | Axel Jacobsen         | Paul Trot            | Hinde Buitenzorg     | 1 609 m              | 1'13"9               |
| 1998                           | Running Sea            | États-Unis           | Supergill            | Jim Frick             | Diamond Circle       | Herbie W.            | 1 609 m              | 1'13"8               |
| 1997                           | Dryade des Bois        | France               | Off Gy               | Jos Verbeeck          | Paparazzy            | Holly Speedy         | 1 609 m              | 1'13"3               |
| 1996                           | Holly Speedy           | Allemagne            | Meficor              | Helmut Biendl         | Foot Bowl            | Kano Comfort         | 1 609 m              | 1'14"9               |
| 1995                           | Promising Catch        | États-Unis           | Supergill            | Anders Lindqvist      | Houston Laukko       | Paul Trot            | 1 609 m              | 1'13"3               |
| 1994                           | Bolets Igor            | Suède                | Texas                | Lennart Forsgren      | Campo Ass            | Plant the Seed       | 1 609 m              | 1'13"9               |
| 1993                           | Plant the Seed         | États-Unis           | Arndon               | Jorma Kontio          | Sea Cove             | Daniel Lobell        | 1 609 m              | 1'13"2               |
| 1992                           | Park Avenue Kathy      | États-Unis           | Mystic Park          | Göran E. Johansson    | Kit Lobell           | Incredible Crafts    | 1 609 m              | 1'13"6               |
| 1991                           | Park Avenue Kathy      | États-Unis           | Mystic Park          | Göran E. Johansson    | Carisma Darby        | Kit Lobell           | 1 609 m              | 1'13"                |
| 1990                           | Friendly Face          | États-Unis           | Speedy Somolli       | Pekka Korpi           | Action Skoatter      | Yellowa              | 1 609 m              | 1'14"1               |
| 1989                           | Friendly Face          | États-Unis           | Speedy Somolli       | Pekka Korpi           | Mack Lobell          | Reado                | 1 609 m              | 1'12"8               |
| 1988                           | Friendly Face          | États-Unis           | Speedy Somolli       | Pekka Korpi           | Quartz               | Park Ridge Lobell    | 1 609 m              | 1'13"3               |
| 1987                           | Grades Singing         | États-Unis           | Texas                | Olle Goop             | Action Skoatter      | Yoboko de Bois       | 1 609 m              | 1'13"5               |
| 1986                           | Davidia Hanover        | États-Unis           | Super Bowl           | Jorma Kontio          | Marpheulin           | Nevele Jason         | 1 609 m              | 1'14"5               |
| 1985                           | Keystone Patriot       | États-Unis           | Hickory Pride        | Jorma Kontio          | Keystone Patton      | Micado C.            | 1 609 m              | 1'15"8               |
| 1984                           | Micado C.              | Suède                | Garry Håleryd        | Ulf Nordin            | Nevele Fever         | Uno Hazelaar         | 1 609 m              | 1'15"                |
| 1983                           | The Onion (sv)         | Suède                | Quick Pay            | Stig H. Johansson     | Snack Bar            | Micado C.            | 1 609 m              | 1'13"6               |
| 1982                           | Ex Lee                 | Suède                | Express Rodney       | Dan Wegebrand         | Idéal du Gazeau      | Ianthin              | 1 609 m              | 1'15"7               |
| 1981                           | Idéal du Gazeau        | France               | Alexis III           | Eugène Lefèvre        | Evens                | Express Gaxe         | 1 609 m              | 1'17"7               |
| 1980                           | Madison Avenue         | États-Unis           | Nevele Pride         | Uno Swed              | Super Moon           | Ex Lee               | 1 600 m              | 1'16"5               |
| 1979                           | Hadol du Vivier        | France               | Mitsouko             | Jean-René Gougeon     | Charme Asserdal      | Pershing             | 1 600 m              | 1'16"8               |
| 1978                           | Madison Avenue         | États-Unis           | Nevele Pride         | Uno Swed              | Speedy Volta         | Charme Asserdal      | 1 600 m              | 1'15"7               |
| 1977                           | Bellino II             | France               | Boum III             | Jean-René Gougeon     | Dauga                | Équileo              | 1 600 m              | 1'13"8               |
| 1976                           | Speedy Volita          | États-Unis           | Speedy Count         | Gerard Gommans        | Dauga                | Clissa               | 1 600 m              | 1'14"7               |
| 1975                           | Équileo                | France               | Paléo                | Bernard Froger        | Ritha Lyngholm       | Chablis              | 1 600 m              | 1'16"9               |
| 1974                           | Luther Hanover         | États-Unis           | Star's Pride         | Johannes Frömming     | Henri Buitenzorg     | Vernet               | 1 600 m              | 1'18"6               |
| 1973                           | Fideel                 | Belgique             | Ravioli              | G. Desoete            | Vernet               | Art Hill             | 1 600 m              | 1'17"8               |
| 1972                           | Dart Hanover (sv)      | Suède                | Hoot Mon             | Berndt Lindstedt      | Lyon                 | Amyot                | 1 600 m              | 1'16"3               |
| 1971                           | Henri Buitenzorg       | Pays-Bas             | Lullwater Victory    | Jan Wagenaar          | Belg Docker          | Märzfuchs            | 1 600 m              | 1'18"1               |